# João I de Jerusalém
João I de Jerusalém foi o sétimo bispo de Jerusalém durante o período inicial que, segundo Eusébio de Cesareia, houve treze bispos, todos de origem judaica. A cronologia dos episcopados deste período é incerta.

## Vida
João nasceu de pais judeus praticantes. Bem educado pelos pais na lei mosaica, ele entrou em disputa com os cristãos até que se convenceu que da vinda do Senhor, Jesus Cristo, e que ele seria o verdadeiro Deus. Expressando sua nova fé para São Justo - que era então o bispo - ele foi batizado e ordenado um diácono por ele.
Ele acabou se tornando bispo após a morte de Justo e seu episcopado foi marcado por tribulações e lamentos até a sua morte, em 11 de abril, após dois no cargo.